# Georges Dufrénoy

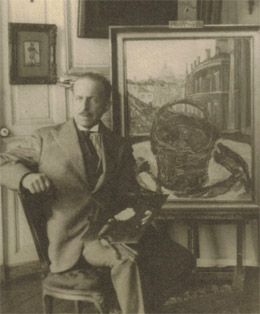
Georges.Dufrénoy

Georges Dufrénoy (20 de junio de 1870-9 de diciembre de 1943) fue un pintor postimpresionista francés asociado con el fauvismo.

## Trayectoria
Nació en Thiais, Francia. Su familia vivía en el nº 2 de la Place des Vosges en París en un edificio histórico del siglo XVII en el que vivió toda su vida. Dufrénoy fue a escuela católica de los Oratoriens (école Massillon, 2 quai des Célestins, Paris 4ème) de los 5 a los 17 años. A los 17 años, tras algunas dudas entre el estudio de la arquitectura y la pintura, Dufrénoy decidió convertirse en pintor.
Dufrénoy estudió con Jean-Paul Laurens en la Académie Julian desde 1887. En 1890 inició un período de dos años como único alumno de Désiré Laugier, de quien aprendió mucho. Sus primeras obras, que comenzó a mostrar en 1895, estuvieron muy influenciadas por el impresionismo.
En 1902 realizó su primer viaje a Venecia, lugar del que se enamoró y al que volvería casi todos los años hasta 1939, excepto durante la Primera Guerra Mundial. Descubrió a los grandes maestros venecianos Tiziano, Tintoretto y el Veronés. El crítico de arte Marius-Ary Leblond escribió que sus obras de Venecia «siguen la gran tradición de los maestros venecianos, se coloca en la línea directa de sucesión de los italianos; sigue siendo un veneciano opulento y aristocrático en sus obras».
Comenzó a participar en grandes exposiciones, entre ellos el Salón Internacional de Reims de 1903 (con tres lienzos); y en 1904 en el Salon des Indépendants. Se convirtió en miembro del Salon d'Automne, del que más tarde se convertiría en miembro del comité y miembro del consejo y al que se mantuvo fiel hasta sus últimos años. Bernheim-Jeune (un importante marchante de arte de París) compró su «Rue à l'omnibus» en el Salon des Indépendants.
En 1905 viajó a Italia para pintar con su amigo Pierre Girieud. En 1907, Marius-Ary Leblond publicó una reseña muy positiva del trabajo de Dufrénoy y lo clasificó entre los mejores de su generación.
Su galerista a partir de entonces fue Druet, quien también apoyó a artistas como Bonnard, Derain, Friesz, Marquet y Vuillard. Después de que Druet cerrara en 1934, su galerista principal fue Katia Granoff.
El 29 de enero de 1914 se casó con Marguerite de Baroncelli-Javon. Ella era hermana del marqués Folco de Baroncelli-Javon y del cineasta Jacques de Baroncelli. Folco era un conocido "manadier" que criaba toros para las corridas en su finca de la Camargue y se hizo amigo de Buffalo Bill. Junto con Marguerite, reina de los Félibrige de 1906 a 1913, Folco fue amigo de los poetas provenzales Mistral y Joseph d'Arbaud. Georges y Marguerite tuvieron dos hijas y dos hijos.

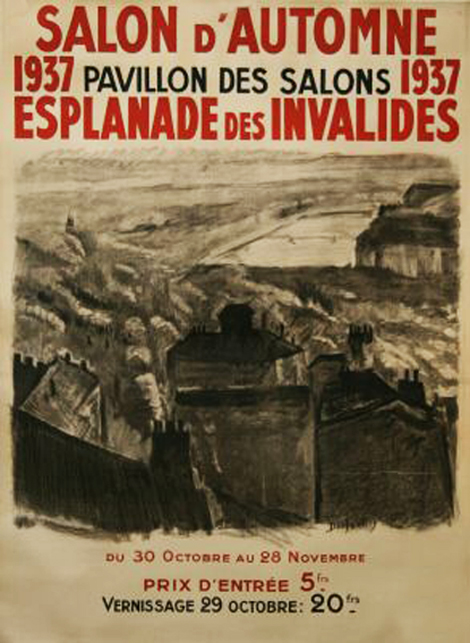
Vue de Lyon de Georges Dufrénoy: cartel publicitario. Salon d'Automne de 1937

Georges luchó durante la Primera Guerra Mundial y continuó pintando y vendiendo sus obras con éxito después. Participó diferentes exposiciones como el Salon des Indépendants y el Salon d'Automne. Recibió el Premio Carnegie en 1929 y fue miembro del jurado del Prix de Rome.
La ocupación de Francia en 1940 representó una gran tristeza para él y murió con el corazón roto en Salles-en-Beaujolais en 1943.

## Museos

### Museos franceses
- Museo de Luxemburgo :
- Le Palais Pisani à Venise
- Le violon 1926
- Portail de palais à Venise 1930

- Musée National d'Art Moderne - Georges Pompidou ( Beaubourg ): Vue de Sienne 1907
- Palais de Tokyo : Nature morte à la Langouste 1930
- Musées de la ville de Paris:
- Le vieille Hôtel Fieubet à Paris 1935
- Intérieur 1936
- La villa Paradiso à Gênes 1938

- Maison Victor Hugo de Paris: La maison Victor Hugo à Bruxelles 1933
- Museo Toulouse-Lautrec d'Albi:
- Place des Vosges un jour de pluie
- Saint Etienne la Varenne en Beaujolais

- Musée des Beaux-Arts de Nantes : Nature morte au faisan 1928
- Musée de la ville de Saint-Quentin-en-Yvelines: Les Tuileries

### Otros museos
- Museo Pushkin de Bellas Artes: L'omnibus Bastille-Madeleine 1906
- Museo Nacional de Serbia : Nature morte aux fleurs 1935
- Museos Carnegie de Pittsburgh : La nature morte au violon 1929
- Museo y galería de arte de Birmingham : La Place des Vosges 1928
- Fundación Chrysler - Detroit (Michigan): La place de la Bastille
- Musée National des Beaux-Arts d'Alger: Place des Vosges
- Musée des Beaux-Arts de Gand: Vue de Sienne
- Musée royal d'art moderne à Bruxelles: Nature morte au piano-forte et au violon